# Lycosa forresti
Lycosa forresti là một loài nhện trong họ Lycosidae.
Loài này thuộc chi Lycosa. Lycosa forresti được Fernando McKay miêu tả năm 1973.